# Sankt Anna hembygdsförening

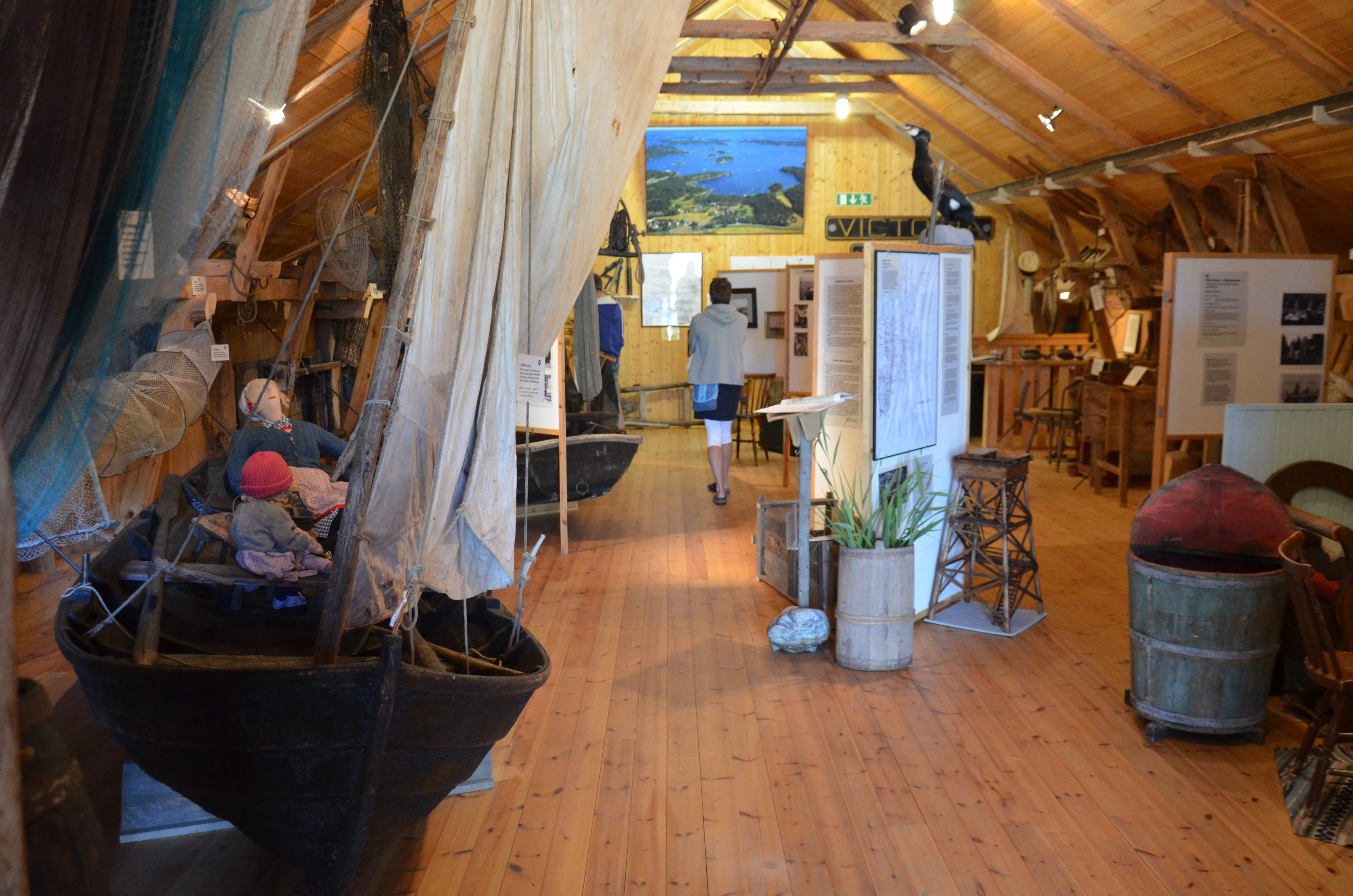
Interiör i Sankt Anna skärgårdsmuseum

Sankt Anna hembygdsförening är en hembygdsförening i Sankt Anna i Söderköpings kommun.
Sankt Anna hembygdsförening bildades i februari 1990 och har 450 betalande medlemmar (2013).
Hembygdsföreningen äger och driver Sankt Anna skärgårdsmuseum i Tyrislöt, som invigdes i juni 2000, och har ett föremålsmagasin i Övre Yxnö. Den underhåller också en 2012 av föreningen iordningställd kultur- och naturstig på Norra Finnö, vilken utgår från i närheten av skärgårdsmuseet.